# Floroaia, Covasna
Floroaia este un sat ce aparține orașului Întorsura Buzăului din județul Covasna, Transilvania, România.

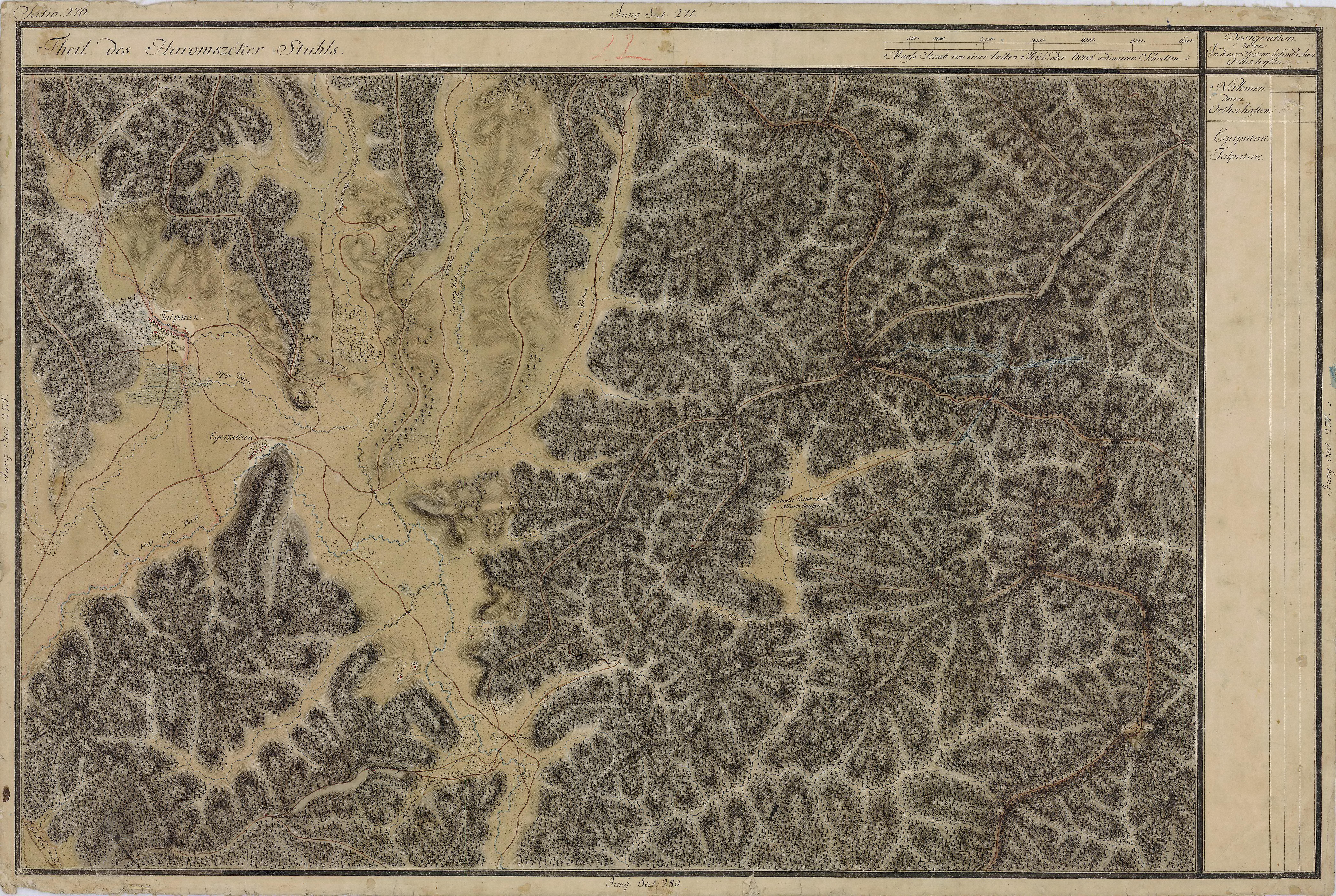
Floroaia în Harta Iosefină a Transilvaniei, 1769-1773

 Acest articol despre o localitate din județul Covasna este deocamdată un ciot. Puteți ajuta Wikipedia prin completarea lui.